# روینه
روینه (به عربی: الروینة) یک شهرداری در الجزایر است که در استان عین الدفلی واقع شده‌است.